# David Thornton
David Thornton est un acteur américain, né le 12 juin 1953 à Cheraw, en Caroline du Sud (États-Unis).

## Biographie
David Farrington Thornton est né le 12 juin 1953 à Cheraw, en Caroline du Sud (États-Unis). C'est le fils de Grace Ellen and Robert Donald Thornton.
Il est diplômé de l'Hamilton College et Yale Drama School (en) et a étudié à Lee Strasberg's Actors' Studio.

### Vie privée
Il est marié depuis le 24 novembre 1991 avec Cyndi Lauper. Ils ont un fils, Declyn Wallace Thornton Lauper, né le 19 novembre 1997.

## Carrière
Il fait ses premiers pas à la télévision en 1985 lors d'un épisode de Deux flics à Miami. L'année suivante, il joue dans Histoires de l'autre monde.
Il commence sa carrière au cinéma en 1988 dans le film Java Burn de Robert Chappell. La même année il est présent dans Les Incorruptibles de Chicago.
En 1993, il tourne aux côtés de Laura Linney dans le téléfilm Blind Spot de Michael Toshiyuki Uno. L'année suivante, il joue dans le film Mrs Parker et le Cercle vicieux d'Alan Rudolph.
En 1996, il commence sa collaboration, avec le réalisateur Nick Cassavetes dans le film Décroche les étoiles, avec qui il tournera par la suite cinq autres fois dans She's So Lovely, N'oublie jamais, Alpha Dog, Ma vie pour la tienne et Triple alliance. Cette même année, il tourne également dans La Fille d'en face et Breathing Room et la série New York, police judiciaire.
À partir de 2003 et jusqu'en 2010 il joue d'une manière récurrent l'avocat Lionel Granger dans New York, police judiciaire

## Filmographie

### Cinéma

#### Longs métrages
- 1988 : Java Burn de Robert Chappell : Lomax
- 1990 : Un homme respectable (Men of Respect) de William Reilly : Philly Como
- 1991 : Off and Running d'Ed Bianchi : Reese
- 1994 : Mrs Parker et le Cercle vicieux (Mrs. Parker and the Vicious Circle) d'Alan Rudolph : George S. Kaufman
- 1995 : Search and Destroy de David Salle : Rob
- 1995 : Jeffrey de Christopher Ashley : Un homme
- 1996 : Décroche les étoiles (Unhook the stars) de Nick Cassavetes : Frank Warren
- 1996 : La Fille d'en face (If Lucy Fell) d'Eric Schaeffer : Ted
- 1996 : Breathing Room de Jon Sherman : Brian
- 1997 : She's So Lovely de Nick Cassavetes : Saul Sunday
- 1997 : Maman, je m'occupe des méchants (Home Alone 3) de Raja Gosnell : Earl Unger
- 1997 : Office Killer de Cindy Sherman : Gary Michaels
- 1998 : Une vraie blonde (The Real Blonde) de Tom DiCillo : Alex
- 1998 : Du venin dans les veines (Hush) de Jonathan Darby : Gavin
- 1999 : High Art de Lisa Cholodenko : Harry
- 1999 : Illuminata de John Turturro : Orlandini
- 1999 : Les derniers jours du disco (The Last Days of Disco) de Whit Stillman : Bernie
- 1999 : Préjudice (A Civil Action) de Steven Zaillian : Richard Aufiero
- 2000 : Blue Moon de John A. Gallagher : Le père de Frank
- 2000 : Blessed Art Thou de Tim Disney : Elmo
- 2001 : Dead Dog de Christopher Goode : Stevenson Nagel
- 2001 : The Girl Under the Waves de Jay Anania : David
- 2002 : John Q de Nick Cassavetes : Jimmy Palumbo
- 2002 : XX/XY d'Austin Chick : Miles
- 2002 : Garmento de Michele Maher : Ronnie Grossman
- 2003 : À la dérive (Swept Away) de Guy Ritchie : Michael
- 2003 : 100 Mile Rule de Brent Huff : Jerry
- 2004 : N'oublie jamais (The Notebook) de Nick Cassavetes : John Hamilton
- 2004 : Noise de Tony Spiridakis : Elliot
- 2005 : The Naked Brothers Band : The Movie de Polly Draper : Lui-même (caméo)
- 2005 : Private Property d'Elizabeth Dimon : Sam
- 2005 : Life on the Ledge de Lewis Helfer : Mr Eddy
- 2006 : Romance & Cigarettes de John Turturro : L'urologiste
- 2007 : Alpha Dog de Nick Cassavetes : Butch Mazursky
- 2009 : Ma vie pour la tienne (My Sister's Keeper) de Nick Cassavetes : Dr Chance
- 2009 : Here and There (Tamo i ovde) de Darko Lungulov : Robert
- 2009 : Reunion d'Alan Hruska : Lloyd
- 2010 : Zenith de Vladan Nikolic : Berger
- 2011 : Dirty Movie de Jerry Daigle et Christopher Meloni : Le père de Johnny
- 2011 : Fake de Gregory W. Friedle : Tay Murphy
- 2011 : Trophy Kids de Josh Sugarman : Charlie
- 2011 : Jeremy Fink and the Meaning of Life de Tamar Halpern : Simon Rudolph
- 2014 : Triple alliance (The Other Woman) de Nick Cassavetes : Nick
- 2015 : Semana Santa d'Alejandra Márquez Abella : Rick
- 2016 : A Date for Mad Mary de Darren Thornton : Le père de la mariée
- 2016 : Love Kills de Felix Limardo : Rick
- 2020 : Darcy de Jon Russell Cring et Heidi Philipsen : Aldo
- 2023 : God Is a Bullet de Nick Cassavetes

#### Court métrage
- 2002 : For Earth Below de Loretta Harms : Ron

### Télévision

#### Séries télévisées
- 1985 : Deux flics à Miami (Miami Vice) : Lile
- 1986 : Histoires de l'autre monde (Tales from the Darskide) : le loup-garou
- 1988 : Les Incorruptibles de Chicago (Crime Story) : Thalberg
- 1989 : American Playhouse : L'ami de Nelson
- 1995 : New York Undercover : Alan Warwick
- 1996 / 2000 / 2002 : New York, police judiciaire (Law and Order) : Paul Medici / Paul Radford / Jeremy Cook
- 2000 : The $treet : Carl Kettner
- 2002 : New York, section criminelle (Law and Order : Criminal Intent) : Kenny Strick
- 2003 - 2010 : New York, unité spéciale (Law and Order : Special Victims Unit) : Lionel Granger, avocat
- 2016 : Elementary : Joe Ballantine
- 2017 : Homeland : George Pallis
- 2020 : Tommy : Robert "Bob" Flake
- 2021 : A Time to Kill : James Lapan

#### Téléfilms
- 1983 : Sessions de Richard Pearce : Marc
- 1993 : Blind Spot de Michael Toshiyuki Uno : Frank